# Learning to Fly
Learning to Fly – utwór wydany 14 września 1987 roku przez brytyjski zespół Pink Floyd. Jest to pierwszy singiel z płyty A Momentary Lapse of Reason. Autorami muzyki są David Gilmour, Anthony Moore, Bob Ezrin i Jon Carin, którego demo z 1986 roku było dla Gilmoura inspiracją do rozwinięcia kompozycji.
Tekst piosenki został napisany przez Davida Gilmoura i opisuje jego rozważania o lataniu, które jest jego pasją (jest licencjonowanym pilotem). Tekst można również odbierać jako metaforę o zaczynaniu czegoś nowego w życiu, co wiąże się dokładniej z odejściem Rogera Watersa. Druga interpretacja została potwierdzona przez autora w Pink Floyd 25th Anniversary Special w maju 1992.
Na portalu Rate Your Music określono go jako reprezentującego m.in. gatunki Rock progresywny, art rock i pop rock. 

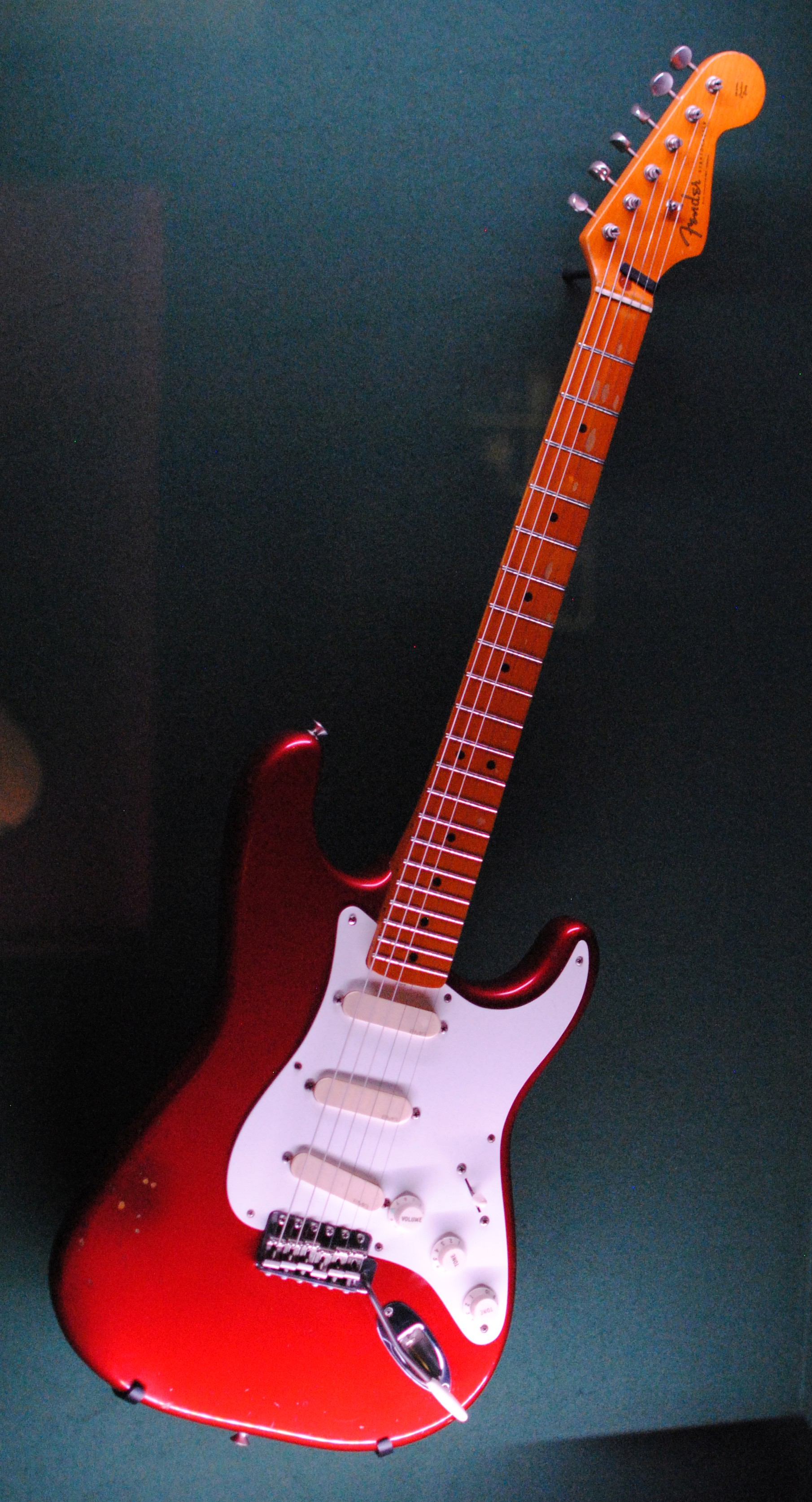
Gitara Davida Gilmoura, na której grał m.in. w utworze „Learning To Fly” (Fender Stratocaster Candy Apple Red z 1983)

## Teledysk
Teledysk został wyreżyserowany przez Storma Thorgersona i nagrany w parku narodowym Banff, który znajduje się niedaleko miasta Calgary w stanie Alberta w Kanadzie. Klip wygrał MTV Video Music Award w kategorii Best Concept Video w 1988.

## Notowania
| Lista                       | Pozycja |
| --------------------------- | ------- |
| Billboard Hot 100           | 70      |
| Billboard Album Rock Tracks | 1       |